# Keith Richards
Keith Richards (Dartford, 18 december 1943) is een Brits gitarist, songwriter, zanger, producer en medeoprichter van de Engelse rockband The Rolling Stones.

## Levensloop
Richards werd geboren in Dartford in Kent, net ten zuiden van Londen. Al in 1951 op de lagere school raakte hij bevriend met Mick Jagger. Hun middelbareschoolkeuze was verschillend, dus na drie jaar verloren ze elkaar uit het oog. In zijn middelbareschooltijd begon Richards gitaar te spelen, met name de Amerikaanse rock-'n-roll inspireerde hem. Vooral zanger en acteur Elvis Presley.
In 1959 werd hij vanwege wangedrag van school gestuurd en ging hij naar de Sidcup Art School (kunstacademie). Daar ontmoette hij Dick Taylor, de latere gitarist van The Pretty Things, die op dat moment samen met Jagger in een bluesband speelde. De vriendschap werd vernieuwd en Richards, die inmiddels ook Brian Jones had ontmoet, kwam bij de band. Ook Jones kwam erbij. Deze band zou zich ontwikkelen tot de Rolling Stones, die officieel in 1962 hun eerste optreden hadden.
De Rolling Stones werden al snel heel succesvol, vooral nadat manager Andrew Oldham Richards en Jagger had laten inzien dat ze ook konden schrijven. Richards schreef onder andere de riffs voor (I Can't Get No) Satisfaction, Paint It Black en Jumping Jack Flash. Daarbij heeft hij ook vrijwel het gehele nummer Angie geschreven.
Richards is vooral bekend door zijn innovatieve gitaarspel. Zijn gitaargeluid vormt daarom ook een groot deel van de 'Stones-sound'. Zijn performance is altijd onderkoeld naast een enorm energieke Jagger. Daarnaast heeft hij in de loop der jaren zijn songschrijverscapaciteiten uitgebreid getoond. In muziektijdschrift Rolling Stone staat hij 10e op de lijst van 100 beste gitaristen aller tijden.
In 1988 begon hij een solocarrière. Hij speelde met zijn band, The X-pensive Winos, onder andere het Stonesnummer Connection van het album Between The Buttons.
In 2015 bracht Richards zijn eerste soloalbum in 23 jaar uit sinds het album Main Offender. Het album, getiteld Crosseyed Heart, werd met positieve recensies ontvangen. Richards zingt in elk nummer en in veel nummers bespeelt hij meerdere instrumenten, zoals gitaar, bas en keyboard.

### Drugsverslaving en arrestaties
De band en hun leden hadden vooral in de beginjaren een agressief, seksueel uitgesproken en drugsverslaafd imago. Richards is ook meermalen opgepakt voor drugsbezit. De eerste keer gebeurde dat in 1967, toen bij een politie-inval amfetaminepillen werden gevonden bij Jaggers toenmalige vriendin Marianne Faithfull. Richards werd veroordeeld tot een jaar gevangenisstraf, maar het feit dat er enorm veel ophef ontstond over de overtrokken eis en het ontbreken van direct bewijs maakte dat de veroordeling teruggedraaid werd.
In 1977 werd Richards in Canada gearresteerd vanwege het bezit van heroïne. Door toe te stemmen in een optreden in een benefietconcert voor blinden en de toezegging in de VS een ontwenningskuur te gaan volgen, kon hij de gevangenis weer ontlopen. Maar zijn afkicken was deze keer wel definitief.
Zijn drugsgebruik begon in de jaren zestig met lsd en cocaïne, maar later raakten hij en zijn toenmalige vriendin Anita Pallenberg sterk verslaafd aan heroïne. Begin jaren tachtig kickte Richards af van de heroïne, maar hij bleef cocaïne gebruiken. Hij hield hiermee op nadat hij in 2006 uit een palmboom was gevallen en een hersenoperatie moest ondergaan. Richards gaf toe heroïne te hebben gebruikt tijdens de Bridges to Babylon-tournee.

### Persoonlijk leven
In 1967 werd Anita Pallenberg Richards' vriendin. Ze kregen samen drie kinderen, van wie er één overleed aan wiegendood. In 1979 gingen Richards en Pallenberg uit elkaar.
Het voor een groot deel door Richards geschreven nummer Angie gaat volgens Richards over zijn dochter Angela. Velen beweren echter dat het over Angela Bowie gaat, met wie Mick Jagger destijds een relatie zou hebben gehad.
In 1983 trouwde Richards met Patti Hansen. Met haar kreeg hij nog twee kinderen.
In mei 2006 onderging Richards in Nieuw-Zeeland een hersenoperatie, nadat hij tijdens zijn vakantie op de Fiji-eilanden, waar hij met Ron Wood en hun beider gezinnen verbleef, uit een palmboom was gevallen.
Op 21 april 2007 overleed Richards moeder op 91-jarige leeftijd.
Richards bewoont in de Verenigde Staten een kapitaal landhuis in Weston (Connecticut) en heeft daarnaast een tweede landgoed in Engeland.

### Film
Richards speelt een kleine rol als Kapitein Teague, de vader van Jack Sparrow, in Walt Disneys Pirates of the Caribbean: At World's End. Johnny Depp, die de rol van Jack Sparrow speelt, zei ooit zijn rol grotendeels op Richards te hebben gebaseerd. Richards en Depp zijn sindsdien ook goede vrienden en worden door het tijdschrift Rolling Stone zelfs bloedbroeders genoemd. Ook in de vierde Piratesfilm is Richards als Captain Teague te zien.

### AutobiografieLife
Op 26 oktober 2010 verscheen Richards' autobiografie Life. Samen met auteur James Fox zette hij zijn leven zoals hij het zich herinnerde op papier. Richards schrijft in zijn autobiografie dat hij Mick Jagger al sinds de jaren tachtig "onuitstaanbaar" vond.
Over de hele wereld was er belangstelling voor dit levensverhaal. Het boek was voordat het te koop was meteen een bestseller.

## Solodiscografie

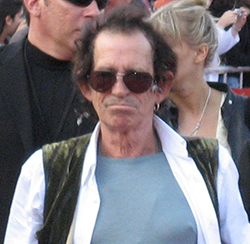
Richards op de filmset van Pirates of the Caribbean

### Albums
- Talk is Cheap (1988)
- Live at the Hollywood Palladium (1991, live)
- Main Offender (1992)
- Vintage Vinos (2010, verzamelalbum)
- Crosseyed Heart (2015)

### Singles
- Run Rudolph Run / The Harder They Come (1979)
- Take It So Hard (1988), nr. 3 US Mainstream Rock
- You Don't Move Me (1988), nr. 18 US Mainstream Rock
- Struggle (1989), nr. 47 US Mainstream Rock
- Wicked As It Seems (1992), nr. 3 US Mainstream Rock
- Eileen (1993), nr. 17 US Mainstream Rock